# Morales sur Job
 (mai 2008).
Si vous disposez d'ouvrages ou d'articles de référence ou si vous connaissez des sites web de qualité traitant du thème abordé ici, merci de compléter l'article en donnant les références utiles à sa vérifiabilité et en les liant à la section « Notes et références ».
Les Morales sur Job (en latin : Moralia, sive Expositio in Job, « Morales, ou Exposé sur Job », ou encore Magna Moralia, « Grandes Morales ») sont un commentaire du Livre de Job par Grégoire Ier dit « le Grand » (532–604), qui devint pape en 590. Ce texte fait partie des plus lus et des plus copiés au Moyen Âge.

## Origines
Le pape Benoît Ier avait ordonné Grégoire et sept autres religieux comme diacres de Rome (regionarii) et l'avait envoyé comme apocrisiaire (apocrisiarius) à Constantinople, mission reconduite par Pélage II, le successeur de Benoît, en 579. De 579 à 581 environ, où il œuvra à deux tâches importantes : la controverse avec Eutychius, le patriarche de Constantinople, sur la nature des corps après la résurrection*, et la rédaction des Morales.
C'est en officiant à Constantinople que Grégoire prêcha une série de sermons à propos du Livre de Job. Ces sermons ont d'abord été notés et retranscrits de manière abrégée sur des tablettes de cire. Puis, ce nouveau texte a été retranscrit, sur des rouleaux de papyrus et les tablettes de cire ont été lissées pour être réutilisées. Trente cinq rouleaux de papyrus ont été employés pour ces Morales (correspondant à 35 chapitres).
C'est vers 583 que Grégoire alla offrir ses Morales à Léandre de Séville. Dans la dédicace de son œuvre, Grégoire se reprochait d’avoir trop attendu pour suivre sa vocation de moine, qu’il sentait posséder depuis longtemps. Grégoire ne fut pourtant réellement moine que de 575 à 579, ce qui ne l'empêcha pas de vivre à Constantinople de manière presque conventuelle en compagnie d'un bon nombre de ses frères qu'il fit venir du Cælius, pour qui il fit transcrire son œuvre en premier.
Après que Grégoire est devenu pape en 590, le texte a été retranscrit encore une fois, cette fois sur parchemin, six en tout, écrit en onciales.

## Les manuscrits

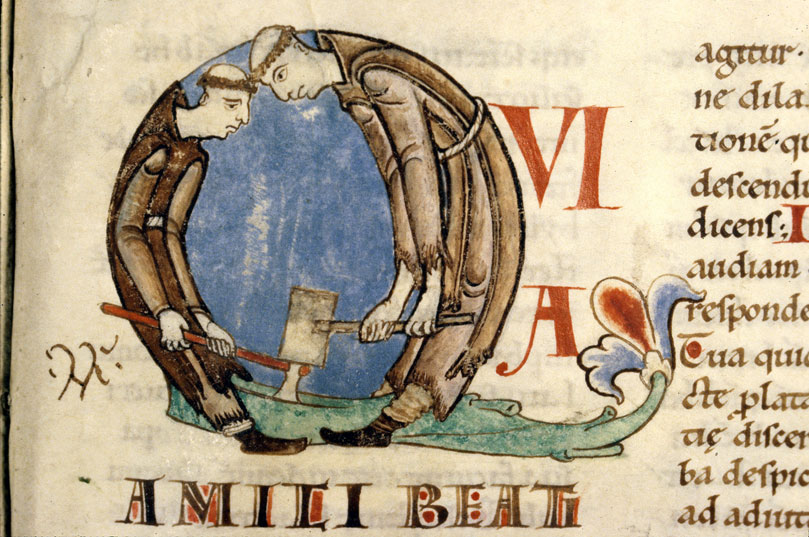
Deux moines fendant du bois avec une hache et un maillet. Initiale Q du Livre 15. Cote : Dijon - BM - ms. 0170.

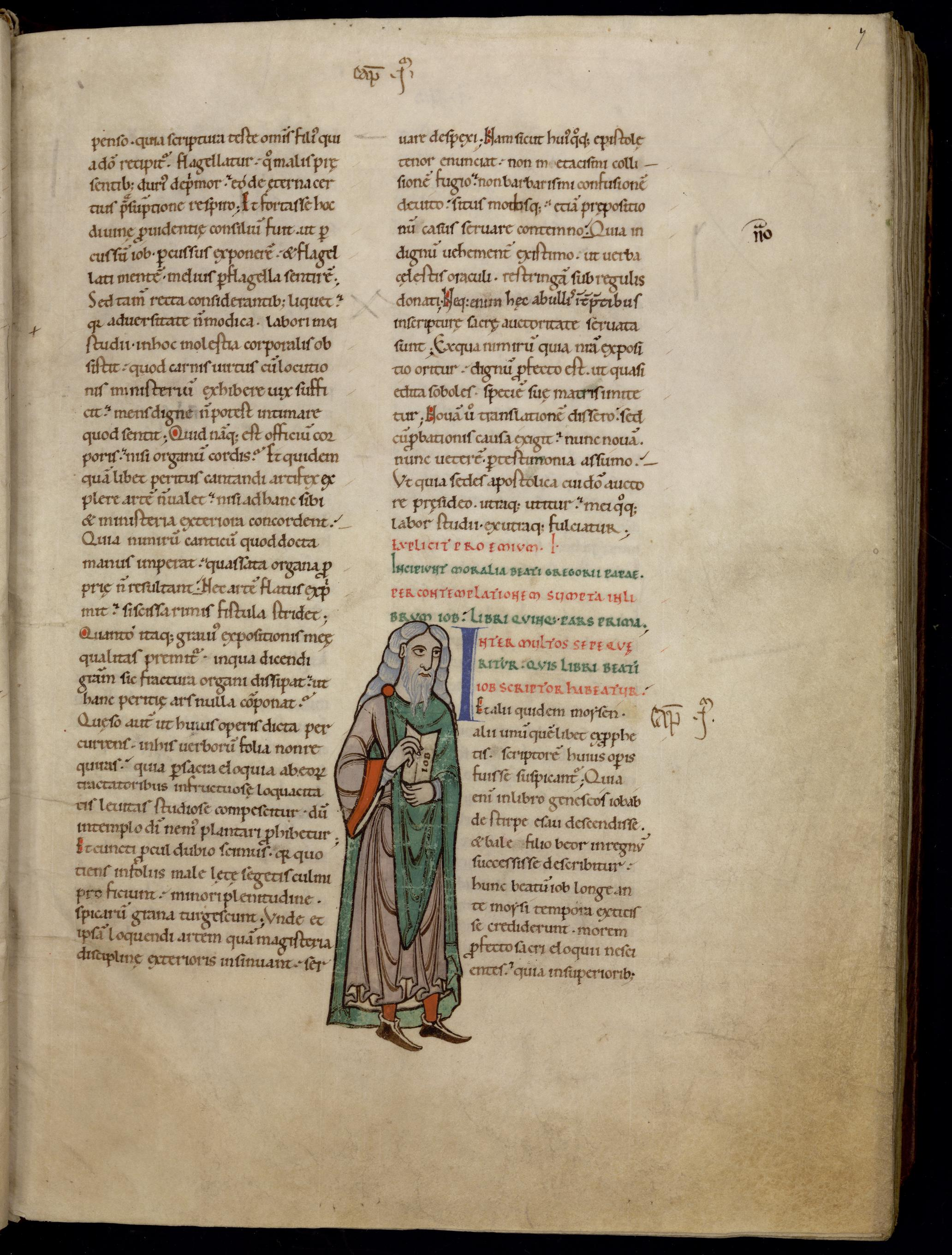
Job tenant son Livre, Bibliothèque municipale de Dijon, ms 168, fol. 7R

On admire parfois les initiales illustrées des Morales de Cîteaux, leurs scènes violentes (guerres, combats), sauvages (luttes d'animaux) ou celles, plus apaisées, de la vie quotidienne des moines (moisson, bûcheronnage, etc.) ou, plus généralement, de la vie féodale de l'époque, sans vraiment comprendre leur profonde signification. Pourtant, c'était chose courante de manier l'allégorie pour éclairer les choses spirituelles, par nature incompréhensible de l'entendement seul, pense t-on. De plus, les Morales ne sont pas la seule œuvre où Grégoire met en scène des animaux jouant pour le lecteur la lutte du bien et du mal : Grégoire appliqua aussi l'interprétation tropologique aux animaux de ses Dialogi (Dialogues). Par ailleurs, il ne faut jamais oublier le contexte historique et le message que peut vouloir faire passer celui qui dirige le travail du manuscrit. 				
Le manuscrit est en partie palimpseste, mais non le folio présenté : le texte qu'on devine en arrière (quand on grossit l'image) est celui de la page suivante, le parchemin étant trop fin pour recevoir un texte recto-verso. Ce codex fut probablement copié à Luxeuil : il est en effet écrit avec la minuscule dite de Luxeuil. Le scriptorium de Luxeuil a fait connaître un autre écrit de Grégoire, le Commentaire d’Ézéchiel, copié vers 650-700.
Un exemplaire est conservé au British Library, MS 31031 du VIIIe siècle, contenant les livres I à V. Il y manque le dernier folio et se termine par les mots "et singuli tota". Il est écrit en scripte mérovingienne sur vélin, et comporte 145 folios. Au XVe siècle, le manuscrit a appartenu au monastère de Ottobeuren, en Bavière. Un autre manuscrit daté de 945, richement illustré, est conservé à la Bibliothèque nationale d'Espagne.
Au XIIe siècle, Alulphe de Tournai a composé un recueil de Sentences et de Pensées tiré des ouvrages de saint Grégoire intitulé Gregorialis.

## Édition critique
- Une édition critique de l'œuvre (texte latin et traduction française)  fut publiée dans la collection Sources chrétiennes sous le titre Morales sur Job: Trois volumes publiés
  - Tome 1: livres I-II, avec notes et commentaires par R. Gillet et A de Gaudemaris (N°32bis).
  - Tome 2: livres XI-XIV, avec notes et commentaires par A. Bobcognano (N°212)
  - Tome 3: livres XV-XVI, avec notes et commentaires par A Bocognano (N°221)